# Santa Rosa de Cabal
Santa Rosa de Cabal is een stadje en gemeente in het Colombiaanse departement Risaralda. De gemeente, officieel gesticht op 13 oktober 1844, telt 67.410 inwoners (2005). In de stad bevindt zich een oud treinstation en een standbeeld ter ere van Simón Bolívar. Santa Rosa de Cabal is gelegen in de Cordillera Central en wordt in het noorden begrensd door de 4950 meter hoge Nevado de Santa Isabel.

## Economische activiteit
Santa Rosa de Cabal maakt deel uit van de Eje Cafetero en produceert veel koffie. Het is veruit de belangrijkste economische sector van de gemeente. Beroemd zijn de chorizo's uit Santa Rosa de Cabal. De gemeente heeft zelfs een vermelding in het Guinness Book of Records met de langste chorizo van 1917 meter.

## Geboren
- Juan Carlos Osorio (1961), voetballer en voetbalcoach

## Galerij

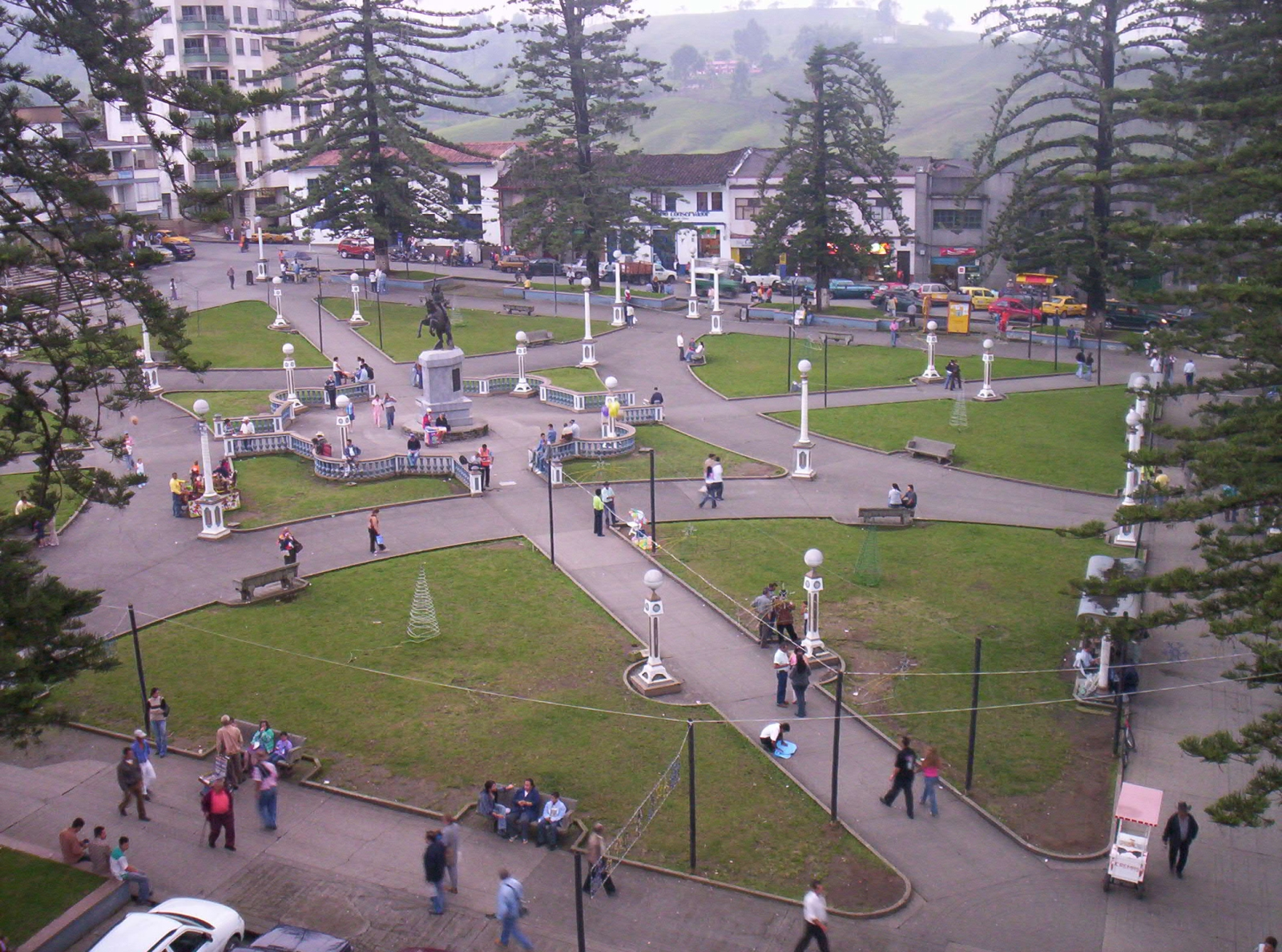
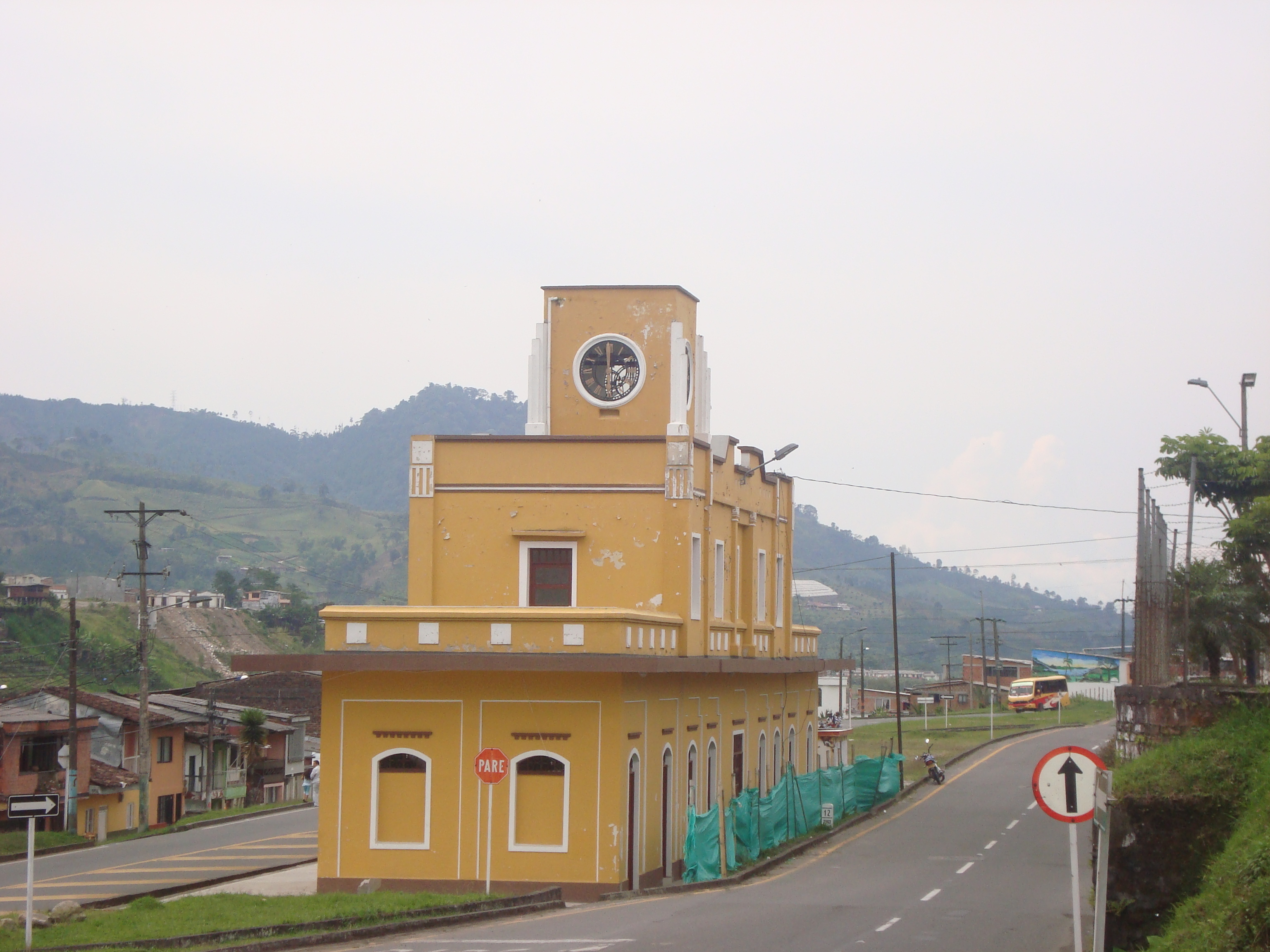
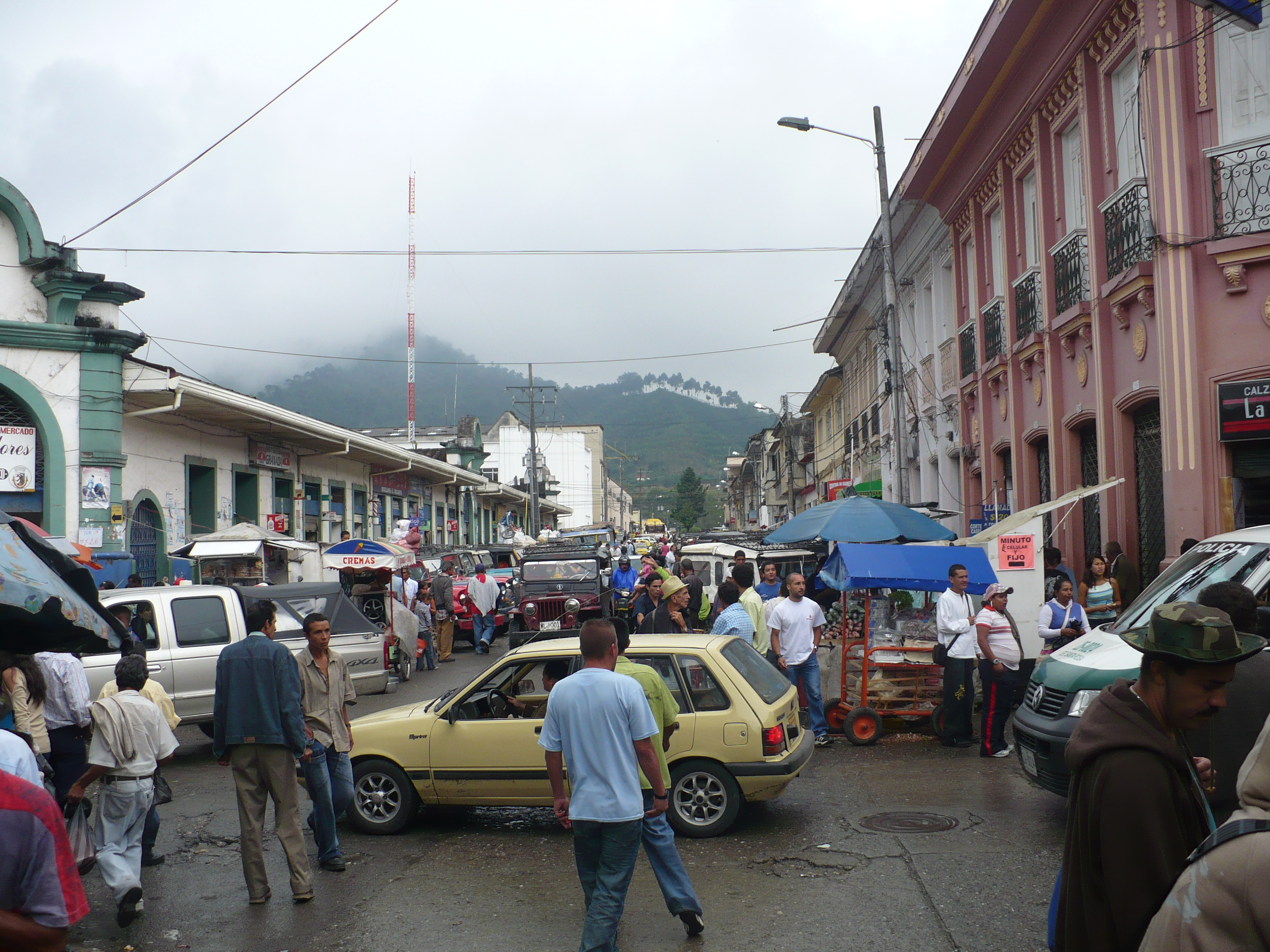
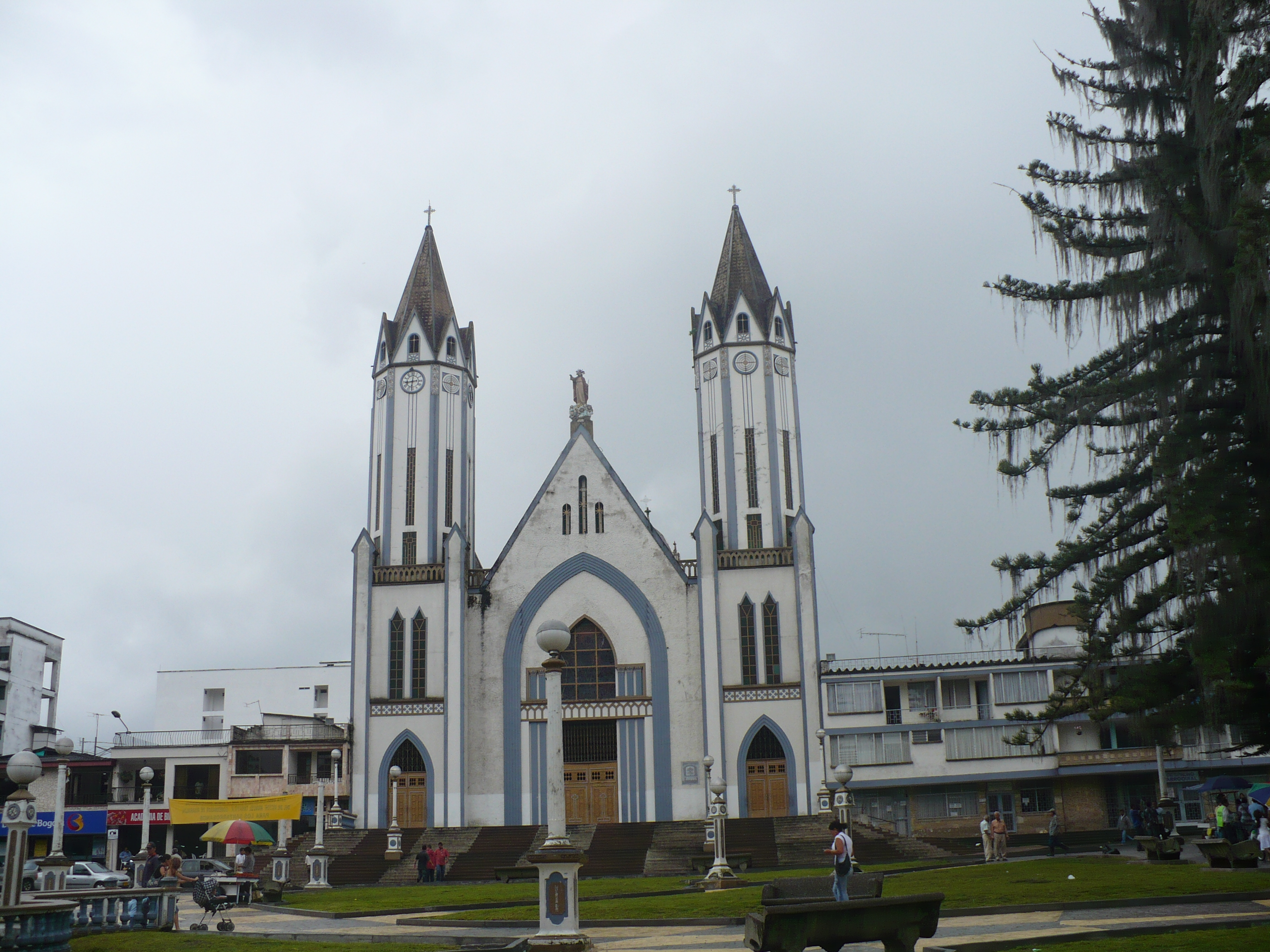
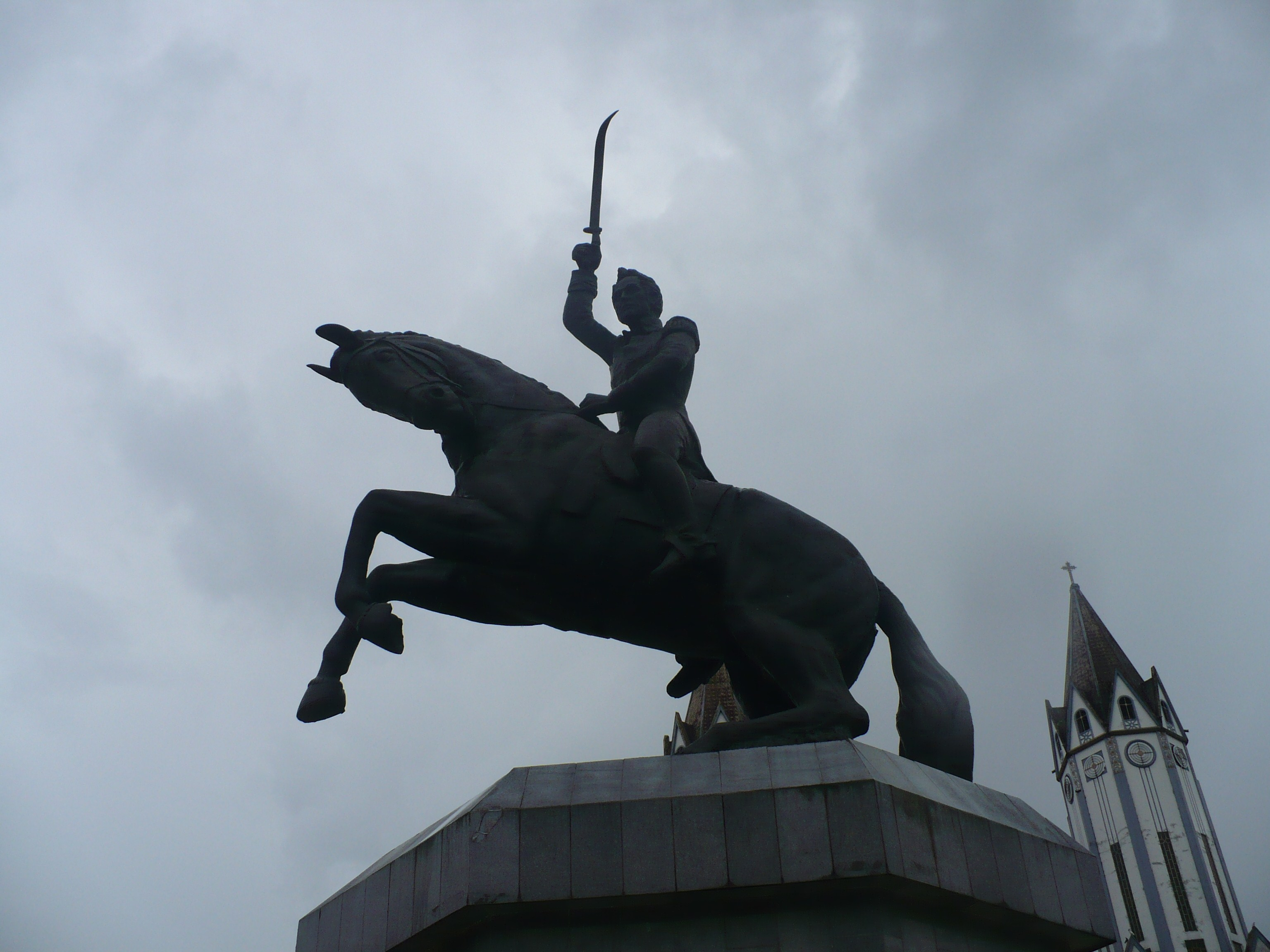

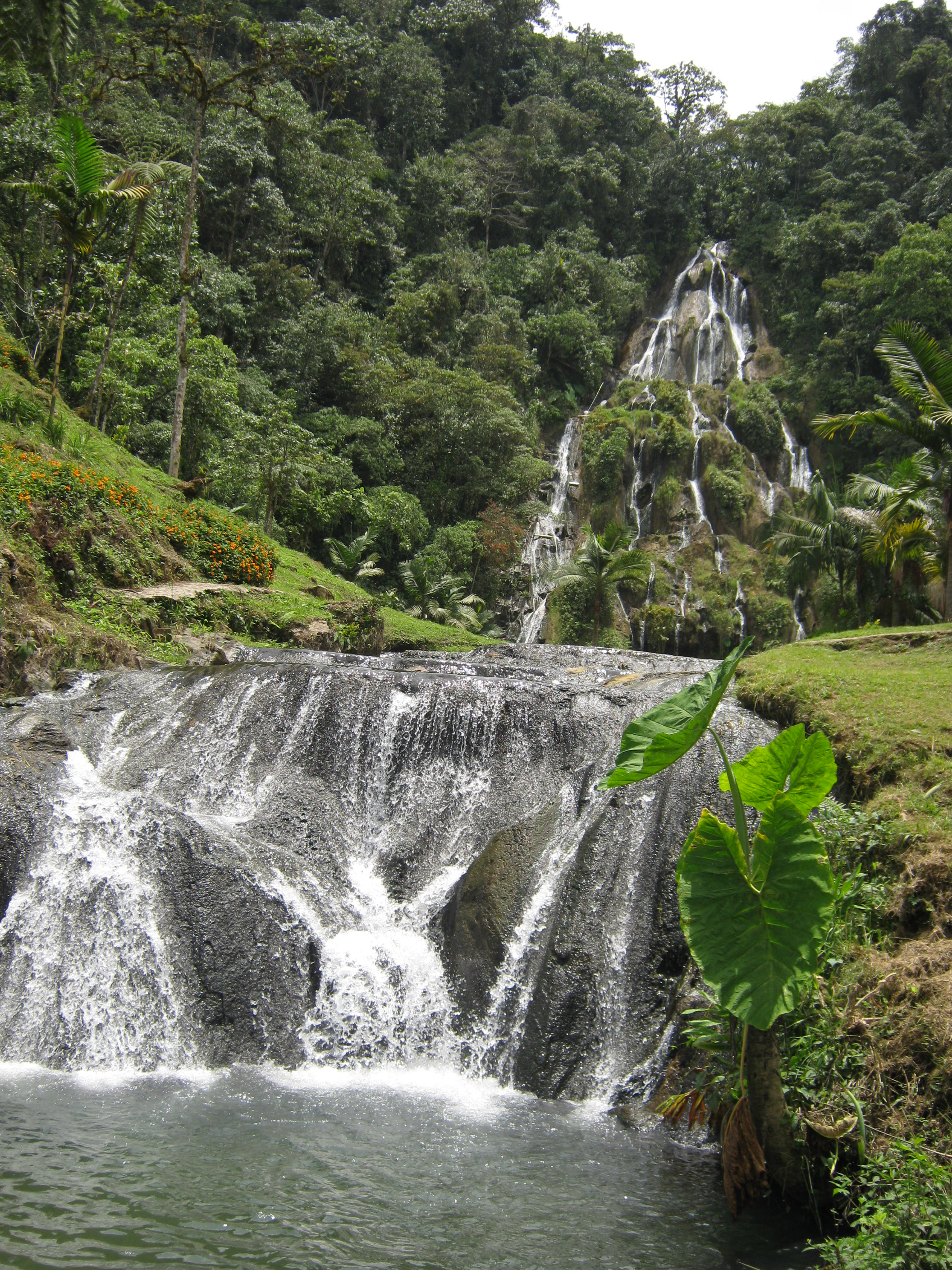